# Yngve Möller
Yngve Algot Möller (i riksdagen kallad Möller i Gävle), född 29 juni 1912 i Onslunda församling, Kristianstads län, död 17 juni 1994 i Lidingö församling, Stockholms län, var en svensk chefredaktör, politiker (socialdemokrat) och ambassadör.

## Biografi
Möller var chefredaktör vid Arbetarbladet 1948–1972. Han var riksdagsledamot 1954–1972 (första kammaren 1954–1970), invald i Gävleborgs läns valkrets. Han var delegat i FN:s generalförsamling 1963–1971 samt 1977. Möller utnämndes 1972 till svensk ambassadör i Washington, D.C. efter Hubert de Besche, men kunde aldrig tillträda tjänsten efter Olof Palmes uttalande om Hanoibombningarna. Möller utsågs då istället till ambassadör i Oslo (1973–1978).
Möller skrev biografier över de socialdemokratiska politikerna Östen Undén (1986), Rickard Sandler (1990) och Per Edvin Sköld (utgiven postumt 1996) samt även egna memoarer, Mina tre liv (1983).